# Hồng Thái, Phú Xuyên
Hồng Thái là một xã thuộc huyện Phú Xuyên, thành phố Hà Nội, Việt Nam.
Xã Hồng Thái có diện tích 9,25 km², dân số năm 1999 là 6880 người, mật độ dân số đạt 744 người/km².